# Lukas Siebenkotten

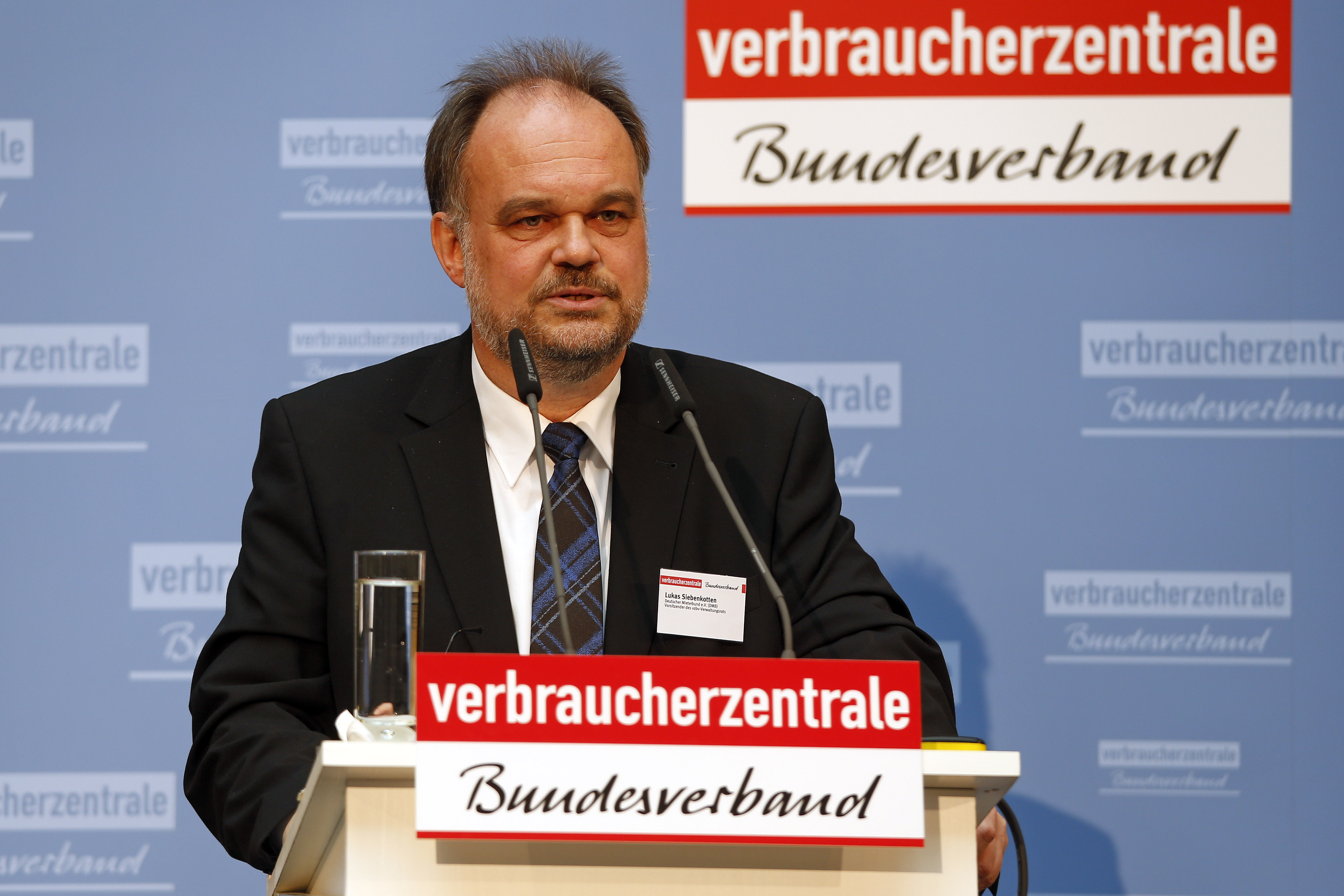
Lukas Siebenkotten, 2015

Lukas Siebenkotten (* 22. September 1957 in Hamm) ist ein deutscher Politiker und Verbandsfunktionär. Er war von 2019 bis 2025 Präsident des Deutschen Mieterbundes, dessen Direktor er zuvor von 2008 bis 2019 war. Von 1995 bis 1999 war er Bürgermeister der Stadt Willich.

## Leben
Siebenkotten ist Mitglied der SPD. Er studierte Rechtswissenschaften in Köln. Danach war er drei Jahre lang persönlicher Referent des Oberkreisdirektors in Recklinghausen, bevor er 1990 als Beigeordneter zur Stadt Willich wechselte. 1995 wurde er dort vom Stadtrat mit 23 zu 22 Stimmen zum ersten hauptamtlichen Bürgermeister gewählt. Bei den Kommunalwahlen am 12. September 1999 unterlag er in der Direktwahl mit 47,24 % der Stimmen gegen seinen Herausforderer Josef Heyes (CDU).
Ab 2000 arbeitete er als Rechtsanwalt in Krefeld. Von 2004 bis 2009 war Siebenkotten Vorsitzender der SPD-Fraktion im Viersener Kreistag. Von 2000 bis 2008 war er Vorsitzender des Deutschen Roten Kreuzes im Kreisverband Viersen.
Am 1. September 2008 wurde Siebenkotten zum Direktor des Deutschen Mieterbundes. In diesem Amt war er auch Geschäftsführer des DMB-Verlages und Chefredakteur der MieterZeitung. Am 14. Juni 2019 wurde er zum Präsidenten des Mieterbundes gewählt. Am 26. Juni 2025 wurde er in diesem Amt von Melanie Weber-Moritz abgelöst, die ihm 2019 bereits als Direktor gefolgt war.
Siebenkotten gehörte bis 2021 dem Verwaltungsrat des Verbraucherzentrale Bundesverbandes (vzbv) an und wurde von Wolfgang Schuldzinski als Vorsitzender abgelöst. Zugleich ist er Vorsitzender des Kuratoriums der Stiftung Warentest.
Lukas Siebenkotten ist verheiratet und hat vier Kinder. Mit seiner Familie lebt er in Anrath, einem Ortsteil der Stadt Willich.